# Speyeria erinna
Speyeria erinna är en fjärilsart som beskrevs av Edwards 1882. Speyeria erinna ingår i släktet Speyeria och familjen praktfjärilar. Inga underarter finns listade i Catalogue of Life.